# Biolohicine (Hojulî), Poltava
Biolohicine (în ucraineană Біологічне) este un sat în comuna Hojulî din raionul Poltava, regiunea Poltava, Ucraina.

## Demografie
Componența lingvistică a localității Biolohicine
     Ucraineană (92,09%)
     Rusă (7,24%)
     Alte limbi (0,53%)
Conform recensământului din 2001, majoritatea populației localității Biolohicine era vorbitoare de ucraineană (92,09%), existând în minoritate și vorbitori de rusă (7,24%).